# Hambleton (dystrykt)
Hambleton – dawny dystrykt niemetropolitalny w hrabstwie North Yorkshire w Anglii. Utworzony 1 kwietnia 1974, zlikwidowany 1 kwietnia 2023; włączony do nowo utworzonej jednostki typu unitary authority North Yorkshire.

## Miasta
- Bedale
- Easingwold
- Northallerton
- Stokesley
- Thirsk

## Inne miejscowości
Ainderby Quernhow, Ainderby Steeple, Aiskew, Aldwark, Alne, Appleton Wiske, Bagby, Balk, Battersby, Beningbrough, Birdforth, Birkby, Boltby, Borrowby, Brafferton, Brandsby, Brawith, Brompton, Burneston, Burrill, Carlton Husthwaite, Carlton Miniott, Carlton, Carthorpe, Catton, Cowesby, Cowling, Coxwold, Crakehall, Crathorne, Crayke, Crosby, Dalby-cum-Skewsby, Dalton, Danby Wiske, Deighton, Easby, East Cowton, East Harlsey, East Rounton, Ellerbeck, Exelby, Faceby, Farlington, Fawdington, Felixkirk, Firby, Flawith, Gatenby, Girsby, Great Ayton, Great Broughton, Great Busby, Great Fencote, Great Langton, Great Smeaton, Hackforth, Helperby, High Worsall, Holme, Hood Grange, Hornby, Howe, Huby, Husthwaite, Hutton Bonville, Hutton Rudby, Hutton Sessay, Ingleby Arncliffe, Ingleby Greenhow, Kepwick, Kilburn, Kildale, Kiplin, Kirby Knowle, Kirby Sigston, Kirby Wiske, Kirkby Fleetham, Kirkby, Kirklington, Knayton, Langthorne, Leake, Leeming Bar, Leeming, Linton-on-Ouse, Little Ayton, Little Fencote, Little Langton, Londonderry, Low Worsall, Maunby, Middleton-on-Leven, Morton-on-Swale, Myton-on-Swale, Nether Silton, Newby Wiske, Newby, Newton-on-Ouse, North Kilvington, North Otterington, Nosterfield, Osmotherley, Oulston, Over Dinsdale, Over Silton, Overton, Pickhill, Picton, Potto, Raskelf, Romanby, Rookwith, Rudby, Sandhutton, Scruton, Seamer, Sexhow, Shipton, Sinderby, Skipton-on-Swale, Snape, South Cowton, South Kilvington, South Otterington, Sowerby, Stillington, Streetlam, Sutton-under-Whitestonecliffe, Sutton-on-the-Forest, Swainby, Theakston, Thimbleby, Thirlby, Thirn, Tholthorpe, Thormanby, Thornborough, Thornton Watlass, Thornton-le-Beans, Thornton-le-Street, Thornton-on-the-Hill, Thornton-le-Moor, Thrintoft, Tollerton, Topcliffe, Upsall, Warlaby, Welbury, Well, West Harlsey, West Rounton, West Tanfield, Whenby, Whitwell, Whorlton, Winton, Yafforth, Yearsley, Youlton.